# Fenomenalizmus
A fenomenalizmus egy filozófiai irányzat, mely a jelenségek leírására korlátozza a filozófiát. A filozófia feladata eszerint nem a tények magyarázata, hanem az egymáshoz való viszonyuk ellentmondásmentes rendszerbe foglalása. Ide sorolható:
- pozitivizmus
- analitikus filozófia
- empirizmus
- fenomenológia
- pragmatizmus
- neokantianizmus
- neohegelianizmus
- strukturalizmus.